# Francisco González (calciatore)
Francisco Agustín González (Ordóñez, 6 aprile 2001) è un calciatore argentino, attaccante del Defensa y Justicia.

## Carriera
Cresciuto nel settore giovanile del Newell's Old Boys, debutta in prima squadra il 21 aprile 2019 in occasione dell'incontro di Copa de la Superliga perso 3-1 contro l'Gimnasia (LP).

## Statistiche

### Presenze e reti nei club
Statistiche aggiornate al 7 maggio 2025.
| Stagione                 | Squadra                  | Campionato               | Campionato | Campionato | Coppe nazionali | Coppe nazionali | Coppe nazionali | Coppe continentali | Coppe continentali | Coppe continentali | Altre coppe | Altre coppe | Altre coppe | Totale | Totale |
| Stagione                 | Squadra                  | Comp                     | Pres       | Reti       | Comp            | Pres            | Reti            | Comp               | Pres               | Reti               | Comp        | Pres        | Reti        | Pres   | Reti   |
| ------------------------ | ------------------------ | ------------------------ | ---------- | ---------- | --------------- | --------------- | --------------- | ------------------ | ------------------ | ------------------ | ----------- | ----------- | ----------- | ------ | ------ |
| 2018-2019                | Newell's Old Boys        | PD                       | 0          | 0          | CA+CdS          | 0+1             | 0               | -                  | -                  | -                  | -           | -           | -           | 1      | 0      |
| 2019-2020                | Newell's Old Boys        | PD                       | 1          | 0          | CA+CdS+CM       | 0+1+7           | 0               | -                  | -                  | -                  | -           | -           | -           | 9      | 0      |
| 2021                     | Newell's Old Boys        | PD                       | 12         | 1          | CA+CdL          | 0               | 0               | CS                 | -                  | -                  | -           | -           | -           | 12     | 1      |
| 2022                     | Newell's Old Boys        | PD                       | 26         | 0          | CA+CdL          | 2+14            | 0+1             | -                  | -                  | -                  | -           | -           | -           | 42     | 1      |
| 2023                     | Newell's Old Boys        | PD                       | 2          | 1          | CA+CdL          | 0+6             | 0+2             | -                  | -                  | -                  | -           | -           | -           | 8      | 3      |
| 2024                     | Newell's Old Boys        | PD                       | 18         | 1          | CA+CdL          | 2+9             | 0+1             | -                  | -                  | -                  | -           | -           | -           | 29     | 2      |
| gen. 2025                | Newell's Old Boys        | PD                       | 1          | 0          | CA              | 0               | 0               | -                  | -                  | -                  | -           | -           | -           | 1      | 0      |
| Totale Newell's Old Boys | Totale Newell's Old Boys | Totale Newell's Old Boys | 60         | 3          |                 | 42              | 4               |                    | -                  | -                  |             | -           | -           | 102    | 7      |
| 2025                     | Defensa y Justicia       | PD                       | 13         | 1          | CA              | 1               | 1               | CS                 | 4                  | 0                  | -           | -           | -           | 18     | 2      |
| Totale carriera          | Totale carriera          | Totale carriera          | 73         | 4          |                 | 43              | 5               |                    | 4                  | 0                  |             | -           | -           | 120    | 9      |